# لا رو تورانجيل 2023
لا رو تورانجيل 2023 هو سباق دراجات هوائية من فئة  1.1، وهو الموسم الحادي والعشرين من لا رو تورانجيل، وأقيم في 26 مارس 2023.
فاز بالمركز الأول روري تاونسند ‏، وفاز بالمركز الثاني Gerben Thijssen ‏، وفاز بالمركز الثالث بيير باربييه (دراج).

## الفرق
| فرق عالمية (5)- Arkéa-Samsic - Cofidis - AG2R Citroën Team - Groupama-FDJ - Intermarché-Circus-Wanty فرق برو (7)- TotalEnergies - أونو اكس برو سايكلنج تيم 2023 ‏ - سويس ريسينغ أكادمي 2023 ‏ - سبورت فلاندرين بالويس ‏ - Human Powered Health - أوسكالتيل أوسكادي 2023 ‏ - بولتون إكوتيز بلاك سبوك برو سايكلنج 2023 ‏ فرق قارية (6)- Team Ecoflo Chronos ‏ - إتش بي بي تي بي – أوبير 93 ‏ - CIC U Nantes Atlantique ‏ - Van Rysel–Roubaix ‏ - Nice Métropole Côte d'Azur ‏ - سوبرانو هام ايزوريكس 2023 ‏ |  |
| |  |

## التصنيف العام النهائي
| التصنيف العام | التصنيف العام       | التصنيف العام             | التصنيف العام | التصنيف العام |
| العداء        | العداء              | الفريق                    | الوقت         |               |
| ------------- | ------------------- | ------------------------- | ------------- | ------------- |
| 1             | روري تاونسند ‏       | بلاك سبوك برو سايكلنج ‏    | 4 س 53 د 16 ث |               |
| 2             | Gerben Thijssen ‏    | Intermarché-Circus-Wanty  | + 0 ث         |               |
| 3             | بيير باربييه (دراج) | CIC U Nantes Atlantique ‏  | + 0 ث         |               |
| 4             | Arvid de Kleijn ‏    | سويس ريسينغ أكادمي ‏       | + 0 ث         |               |
| 5             | أنتوني بيريز        | Cofidis                   | + 0 ث         |               |
| 6             | تيموثي دوبونت       | سوبرانو هام ايزوريكس ‏     | + 0 ث         |               |
| 7             | Paul Penhoët ‏       | Groupama-FDJ              | + 0 ث         |               |
| 8             | Eddy Finé ‏          | Cofidis                   | + 0 ث         |               |
| 9             | Tord Gudmestad ‏     | أونو اكس برو سايكلنج تيم ‏ | + 0 ث         |               |
| 10            | Donavan Grondin ‏    | اركيا سامسيك              | + 0 ث         |               |
|               |                     |                           |               |               |
|               |                     |                           |               |               |